# Simone Bertoletti
Simone Bertoletti (Mantova, 25 agosto 1974) è un ex ciclista su strada e dirigente sportivo italiano, professionista dal 1996 al 2005.

## Palmarès

### Strada
- 1995 (Dilettanti, una vittoria)

Milano-Tortona
- 1997 (Batik-Del Monte, una vittoria)

5ª tappa Tour de Pologne (Wisła > Cieszyn)
- 2003 (Lampre, una vittoria)

1ª tappa Tour de Romandie (Ginevra > Val-de-Travers)

#### Altri successi
- 2003 (Lampre)

1ª tappa, 2ª semitappa Settimana Internazionale di Coppi e Bartali (Rimini, cronosquadre)

## Piazzamenti

### Grandi Giri
- Giro d'Italia

1999: 83º
2000: 87º
2001: 82º
2002: fuori tempo massimo (16ª tappa)
2003: 88º
- Vuelta a España

1999: ritirato (12ª tappa)
2000: 73º
2001: 132º
2002: 31º
2003: 143º
2004: ritirato (6ª tappa)

### Classiche monumento
- Milano-Sanremo

1997: 153º
- Parigi-Roubaix

1998: ritirato
1999: ritirato